# توما مونیه
توماس مونیه (فرانسوی: Thomas Meunier‎؛ زادهٔ ۱۲ سپتامبر ۱۹۹۱) یک بازیکن فوتبال اهل بلژیک است.
از باشگاه‌هایی که در آن بازی کرده‌است می‌توان به کلوب بروژ اشاره کرد.
وی همچنین در تیم ملی فوتبال بلژیک بازی کرده‌است. او در ژوئیه ۲۰۱۶ به پاری سن ژرمن پیوست.